# Sonderpädagogik
Die Sonderpädagogik beschäftigt sich mit Jugendlichen und Kindern, für die ein sogenannter besonderer pädagogischer Förderbedarf festgestellt wurde. Junge Menschen, denen bescheinigt wird, dass sie „besonders zu fördern“ seien, sollen demnach individuelle Hilfen erhalten, um ein möglichst großes Maß an schulischer und beruflicher „Eingliederung“ bzw. sogenannter gesellschaftlicher Teilhabe (bzw. Teilnahme) und selbständiger Lebensgestaltung zu erlangen. Ihr Ziel liegt außerdem in der Erforschung und Verbesserung von Maßnahmen für die Betroffenen.

## Geschichte

### Begriff

Historische Stufen zur Entwicklung und Bedeutung des Begriffs Integration bzw. Inklusion

Der Wiener Bildungswissenschaftler Gottfried Biewer sieht die Ablösung des Begriffs Heilpädagogik durch Sonderpädagogik als eine Folge des Ausbaus eines gegliederten Sonderschulsystems in den 1960er Jahren. Sonderpädagogik sei damals als Sonderschulpädagogik zu verstehen und mit der Etablierung dieses Faches an den pädagogischen Hochschulen und den Universitäten verbunden gewesen. Die Ausweitung ihrer Aufgaben auf alle Lebensalter und Lebensbereiche in den 1970er Jahren, die Entstehung einer integrativen Pädagogik und die heutige Forderung nach Inklusion hätten die Legitimität des Begriffs aber in Frage gestellt. Nach der Interpretation der UNESCO hat die Pädagogik vier Entwicklungsstufen durchgemacht: Exklusion, Separation, aus der die Sonderpädagogik hervorging, Integration und Inklusion. Die Übergänge zwischen diesen Entwicklungsstufen sind fließend. Inklusion, deren Befürworter sich vor allem auf die Ambitionen und formulierten (Rechts-)Ansprüche der von Deutschland 2009 ratifizierten UN-Konvention über Rechte von Menschen mit Behinderungen berufen, ist bezüglich ihrer Umsetzung umstritten.
Während Begriffe wie Heilmittel oder heilende Erziehung in pädagogischen Zusammenhängen schon früher verwendet wurden, etablierte sich der Begriff Heilpädagogik Mitte des 19. Jahrhunderts. Die sogenannte Heil- oder Sonderpädagogik wurde bis weit in das 20. Jahrhundert hinein eher als medizinische denn als pädagogische Disziplin betrachtet: Erst in der Mitte des 20. Jahrhunderts setzte sich ein pädagogischer Blickwinkel durch. Im Allgemeinen war anfangs das Verständnis für „Menschen mit Behinderung(en)“ jedoch sehr gering. So sahen Lehrer und Pädagogen es nicht als ihre Aufgabe an, behinderten Menschen durch Schaffung spezieller sonderpädagogischer Einrichtungen zu helfen. Die Gründung erster spezieller Einrichtungen für Kinder „mit Behinderungen“, die meist in großer Armut lebten, wie Hilfsschulen, sowie die Entwicklung der theoretischen Grundlagen dafür ist eng mit dem damaligen sogenannten deutschen Hilfsschulverband verbunden. Der unterschiedliche Blickwinkel, Sondereinrichtungen für Kinder und Jugendliche mit Behinderungen als (medizinische) Heil- bzw. Therapie-Institutionen statt als Bildungseinrichtungen zu betrachten bzw. die Vermischung dieser beiden Aufgaben, belastet auch die Diskussion über Inklusion und führt immer wieder zu fundamentalen Missverständnissen.

### Schulentwicklung in Deutschland

#### Westdeutschland ab 1945
Nach der Befreiung Deutschlands vom nationalsozialistischen Deutschen Reich trat am 14. April 1948 in Hamburg die „Prüfungsordnung“ zusammen mit der „Ausbildungsordnung für das Lehramt an Hilfsschulen“ in Kraft. Nach Hänsel (2014) haben diese Ordnungen „unverkennbare Übereinstimmungen“ mit dem Entwurf der reichsweiten „Ausbildungs- und Prüfungsordnung für Hilfsschullehrer“ von 1941.
Nach 1949 restrukturierte sich die Sonderpädagogik unter weitgehend personeller Kontinuität: Noch im gleichen Jahr erschien die erste Ausgabe der Zeitschrift „Heilpädagogische Blätter“. Auch der während der nationalsozialistischen Zeit in den „nationalsozialistischen Lehrerbund“ eingegliederte „Hilfsschullehrerverband“ gründete sich in diesem Jahr neu (zunächst als „Verband deutscher Hilfsschulen“, ab 1955 als „Verband deutscher Sonderschulen“). Man versuchte im Sinne einer „Stunde Null“ die Sonderpädagogik zu erneuern und an die „Blüte der Heilpädagogik“ der Weimarer Republik anzuschließen. Tatsächlich wurden die zwölf Jahre unter nationalsozialistischer Vergangenheit weitestgehend verdrängt. Mit Gustav Lesemann, dem letzten Verbandsvorsitzenden in der Weimarer Republik, und Josef Spieler, der die Kriegsjahre in der Schweiz verbrachte, hatte man zudem zwei politisch weniger belastete Personen im Verband. Trotz dieses – propagierten – Neuanfangs war es tatsächlich so, dass man „in personeller, gesetzlicher, ideologischer Hinsicht in der Mehrzahl der nach dem Zweiten Weltkrieg neugeschaffenen Bundesländer zunächst an den Vorgaben und Strukturen des Dritten Reiches“ anknüpfte. Schließlich gelang nun auch ein Zusammenschluss der verschiedenen sonderpädagogischen Disziplinen in einen gemeinsamen Ausbildungsgang, der seit 1950 entwickelt wurde und acht Sonderschulformen, zunächst ohne Taubstummen- und Blindenpädagogik, umfasste.
Seit den 1980er Jahren kamen Bestrebungen in Gang, das Sonderschulwesen in Deutschland, das Menschen mit Behinderung weitgehend von den Menschen ohne Behinderung isoliert und damit zu ihrer Ausgrenzung aus der Gesellschaft beiträgt, umzustrukturieren. Einen ersten Schritt stellte in den meisten Bundesländern die Umbenennung von „Sonderschulen“ in „Förderschulen“ dar.
Die sonderpädagogische Betreuung in speziellen Einrichtungen für Menschen mit Behinderung soll so weit wie möglich durch einen gemeinsamen Unterricht erfolgen (unter Umständen in sogenannten Integrationsklassen), damit Kinder länger gemeinsam miteinander leben und lernen und so im sozialen und lerntechnischen Bereich profitieren. Bei Kindertagesstätten, Kindergärten usw. bestehen die gleichen Bestrebungen zur Inklusion.
Autoren wie Wolfgang Jantzen sowie der Berliner Pädagogische Psychologe Manfred Günther nutzten in diesen Jahren auch den Terminus Differenzielle Pädagogik, der sich jedoch nicht durchsetzte.

##### SBZ und DDR (1945 bis 1990)

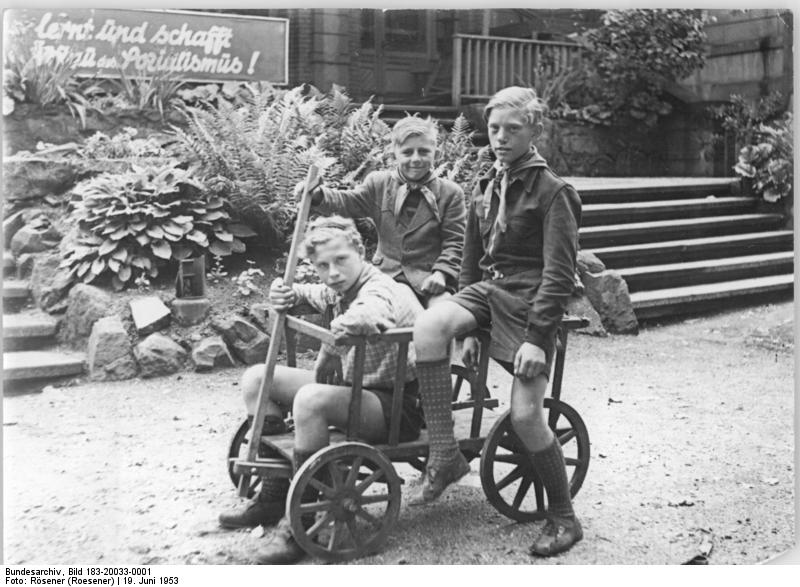
„Hilfsschüler“ in Buckau (Juni 1953)

Auch in der Sowjetischen Besatzungszone (SBZ) wurde zunächst an die Strukturen der NS-Zeit angeknüpft. Noch ohne gesetzliche Grundlagen nahmen bereits im Oktober 1945 erste „Hilfsschulen“ ihre Arbeit wieder auf. 1946 wurden „Sonderschulen“ legitimiert, die nun als alleinige Schulform „für alle bildungsfähigen, behinderten bzw. beeinträchtigten Kinder“ galten. Ebenso wie in den anderen Besatzungszonen wurde die Hilfsschule als „sinnstiftendes als auch konstituierendes Moment“ des Sonderschulsystems wahrgenommen. Im Vordergrund in der SBZ stand, wie bereits vorher, die Entlastung der allgemeinbildenden Schulen. Gleichzeitig sollte durch die allgemeine Schulpflicht für behinderte Kinder auch der humanitäre Charakter des neuen Regimes dargestellt werden. Ausgeschlossen waren aber weiterhin Kinder mit „geistiger Behinderung“, die bis zum Ende der DDR nicht in das allgemeine Schulsystem aufgenommen wurden und in separaten „Rehabilitationseinrichtungen“ oder „Anstalten“ untergebracht wurden. Von 1948 bis 1952 gelang es den Sonderschulen in der DDR, sich von der allgemeinen Pädagogik abzugrenzen. Mit dem Jahr 1952 war dieser Prozess abgeschlossen und das Sonderschulwesen hatte nun eine „unmittelbar gesellschaftsstützende Funktion“ und galt als „Garant für den geplanten sozialistischen Aufbau“. Bis 1957 steigerte sich die Zahl der Sonderschulen in der DDR von 120 auf 626. Die neuen Sonderschulen griffen neben Einflüssen aus der sowjetischen und der kommunistischen Pädagogik zu einem Großteil auch auf die rechtlichen Normen aus der NS-Zeit zurück. So war die „AAoPr“  des deutschen Reichs von 1938 die Vorlage für die die Hilfsschule betreffenden Passagen in den „Richtlinien der deutschen Verwaltung für Volksbildung in der Sowjetischen Besatzungszone Deutschlands“ von 1948. Auch wurde aus der NS-Zeit der landesweit gültige Hilfsschullehrplan übernommen, der jedoch inhaltlich keine Parallelen zur nationalsozialistischen Pädagogik aufwies, sondern stark auf heilpädagogischen Bestrebungen der 1920er Jahre aufbaute.

#### Ab 1990 Wege zur Inklusion
Im Juni 1994 wurde auf der UNESCO-Konferenz Pädagogik für besondere Bedürfnisse: Zugang und Qualität in Salamanca (Spanien) die Salamanca-Erklärung mit der Nennung der „Inklusion“ verabschiedet.
Im November 1994 trat ein neuer Satz im Artikel 3 des Deutschen Grundgesetzes in Kraft:

„Niemand darf wegen seiner Behinderung benachteiligt werden.“

Damit wurde der Perspektivenwechsel von der Betrachtung (und Behandlung) „Behinderter“ als „Objekte von Fürsorge“ zu ihrer Wahrnehmung als selbständig handelnde und individuell zu behandelnde Subjekte manifestiert.
2006 wurde die UN-Konvention über die Rechte von Menschen mit Behinderungen verabschiedet mit der Verpflichtung der Unterzeichnerstaaten, ein inclusive education system (engl., dt. inklusives Bildungssystem) zu errichten, in dem der gemeinsame Unterricht von Schülern mit und ohne Behinderung der Regelfall ist. Die Bundesrepublik ratifizierte die Konvention 2009. Als erstes Schulgesetz in Deutschland formuliert das Bremer Schulgesetz von 2009 in § 3 Absatz 4 den Auftrag, dass sich alle Schulen zu inklusiven Schulen entwickeln sollen.
Eine inklusive Pädagogik versteht sich nicht mehr als zuständig für eine als besonders auszuweisende Klientel, sondern als Kompetenz zu spezifischen Wissens- und Könnensbeständen für krisenhafte Lern- und Entwicklungsprozesse; sie folgt dem Motto: „Die Experten zu den Kindern und nicht die Kinder zu den Experten!“ Politisch umstritten ist die Frage, ob aus diesem Leitspruch der Schluss gezogen werden muss, dass alle Kinder eine Regelschule besuchen müssen, einschließlich derer, deren Eltern es im Interesse des Kindeswohls als geboten ansehen, dass ihr Kind an einer Förderschule unterrichtet wird.
Wolfgang Rhein stellt 2013 die These in Frage, der zufolge die Sonderpädagogik vollständig in der Allgemeinen Pädagogik aufgehen müsse: Sonderpädagogik sei dann fällig, wenn allgemeine Pädagogik scheitere. „Ein besonderer Unterstützungsbedarf verlangt, sich ihm mit angemessener, besonderer Fachlichkeit zu stellen. Aus einem besonderen Unterstützungsbedarf folgt jedoch nicht die Zusammenfassung von Menschen gleichen oder ähnlichen Bedarfs zu Gruppen.“
In den meisten Ländern Deutschlands wurden Schulgesetze verabschiedet, die (weitgehend) die „Sonderschulpflicht“ abschafften. 1999 hat die Kultusministerkonferenz per Beschluss festgestellt, dass Regelschulen geeignete Lernorte für Kinder und Jugendliche mit einem sonderpädagogischen Förderbedarf sein können.
In mehreren Ländern gibt es nicht mehr die Möglichkeit, Kinder unterer Jahrgangsstufen mit dem Förderschwerpunkt Lernen an einer Förderschule unterrichten zu lassen. Das Land Niedersachsen hat sogar beschlossen, alle Förderschulen dieses Typs zu schließen.

### Sonderpädagogischer Förderbedarf (SPF) in österreichischen Pflichtschulen
In den Pflichtschulen in Österreich gibt es im Schuljahr 2023/2024 deutlich mehr Schülerinnen und Schüler, die sonderpädagogische Unterstützung bräuchten, als Förderangebote. Dabei bestehen große Unterschiede in den einzelnen Bundesländern.

## Wissenschaft
Sonderpädagogik ist eine Wissenschaft, die an einer Universität oder Hochschule betrieben wird. Sie beschäftigt sich mit der schulischen und außerschulischen Erziehung und Förderung von Menschen mit Behinderung im Sinne einer Hinführung zur Selbständigkeit oder aber der Erhaltung von Fähigkeiten und Funktionen.
Den Titel Sonderpädagoge dürfen führen:
- Diplom-Pädagogen mit einem im Hauptstudium absolvierten Schwerpunkt Sonderpädagogik,
- Magister mit dem Hauptfach Sonderpädagogik,
- Masters of Arts (M.A.) oder Masters of Education (M.Ed.) im Fach Sonderpädagogik,
- Absolventen eines sonderpädagogischen Lehramtsstudiums mit Staatsexamen oder Master of Education an Universitäten und Pädagogischen Hochschulen.

## Ausbildung
Die Ausbildung von Sonder- oder Förderschullehrer(inne)n erfolgt an Universitäten und Pädagogischen Hochschulen
- im Studienfach Diplom-Pädagogik/Erziehungswissenschaft mit Sonderpädagogik als Schwerpunkt im Hauptstudium,
- mit dem angestrebten Abschluss „Erstes Staatsexamen“ mit dem Berufsziel Sonderschullehrer/in bzw. Förderschullehrer/in mit je nach Bundesland ein bis zwei sonderpädagogischen Fachrichtungen,
- Magister artium (M.A.) mit dem Hauptfach Sonderpädagogik, meist auch in Form von ein oder mehreren Fachrichtungen,
- Master of Arts (M.A.) oder Master of Education (M.Ed.), mit im Gegensatz zum Magister Artium ggf. einer mit dem Master-Abschluss verbundenen Qualifizierung zum Lehramt an Sonderschulen.

Als Fachrichtungen gibt es derzeit je nach Angebot der Hochschulen:
- Lernbehindertenpädagogik
- Blindenpädagogik und Sehbehindertenpädagogik
- Gehörlosen- und Schwerhörigenpädagogik
- Sprachheilpädagogik
- Körperbehindertenpädagogik
- Geistigbehindertenpädagogik
- Pädagogik bei Störungen in der emotionalen und sozialen Entwicklung

Dabei verändert sich teilweise die Terminologie der Fachrichtungen, um Paradigmenwechsel im Fach zu signalisieren, der Adressatenkreis bleibt jedoch derselbe.
Zu den zu vermittelnden Kenntnissen gehören Ursachen und Symptome der verschiedenen Behinderungen, spezielle Förderprogramme und Förderdiagnostik sowie spezielle pädagogische Fragestellungen mit Praxisbezug wie etwa Erwachsenenbildung für Menschen mit geistiger Behinderung, die Arbeit mit schwerstbehinderten Menschen, Sprachtherapie, Sexualität oder der Familiensituation. Aber auch die ethische Positionierung zu gesellschaftspolitischen Fragen wie beispielsweise die Sterilisation geistig behinderter Frauen beispielsweise während der Zeit des Nationalsozialismus, bzw. Fragen der Verhütung bei geistig behinderten Menschen sind Themen der Ausbildung.
Des Weiteren können spezifische Fragestellungen (z. B. Frühförderung bei Kindern mit kognitiver Behinderung, Sprachtherapie usw.) behandelt werden. Aufgrund der fast immer vorliegenden Mehrfachbehinderungen ist das isolierte Studium eines einzigen Faches nicht zu empfehlen. Im Rahmen von integrativen Kindergärten anstelle des Sonderkindergartens (z. B. für Sprachbehinderte) werden Sonderpädagogen nicht mehr nur mit spezifischen Behinderungen konfrontiert. Ähnliche Entwicklungen sind für den Wohn- und Arbeitsbereich festzustellen.
Die Studieninhalte beziehen sich auch auf Kenntnisse aus dem Bereich der Allgemeinen Sonderpädagogik:
- Ethische Fragen
- Geschichte der Disziplin und der Klientel
- Institutionen der Sonderpädagogik
- Interkulturelle Sonderpädagogik
- Methoden der Sonderpädagogik
- Theorien der Sonderpädagogik
- Sonderpädagogische Psychologie

Diese Kenntnisse sind notwendige Bedingungen zur Bestimmung eines eigenen Standortes und damit zur Fähigkeit der kritischen Reflexion bestehender Berufspraxis, vor allem der Praktika. Spezielle Förderprogramme oder diagnostische Aufgaben müssen kritisch hinterfragt werden. Gesellschaftsbezogene Aufgaben der Sonderpädagogik (Integration, Ethik, Normalisierung, selbstbestimmtes Leben) lassen sich nur lösen durch Reflexion des jeweiligen Standpunktes (z. B. dialogische versus interaktionistische oder materialistische Heilpädagogik). Lernerfordernis ist hier die Reflexionsfähigkeit.
In ostdeutschen Hochschulen sind die Studieninhalte und Abschlüsse sowie die Arbeitsfelder und Tätigkeiten die gleichen. Dort heißt es teilweise Rehabilitationspädagogik/Integrative Pädagogik.
In Schleswig-Holstein gibt es Studiengänge für Lernbehindertenpädagogik und für Förderpädagogik, die in den ersten Semestern gemeinsame Inhalte haben, weil so viele Übereinstimmungen bestehen:
- Lernbehinderung als pädagogisches Problem vor dem Hintergrund von Entwicklungsverzögerung
- Sonderpädagogische Qualifikation und Professionalisierung sollen vor allem in folgenden Bereichen angestrebt werden: Lehrerpersönlichkeit, Erziehung, Unterricht, Diagnostik und konzeptgebundene Förderung, Beratung, Teamkompetenz, Zusammenarbeit mit Institutionen
- Vermittlung von Förderkompetenzen im Bereich des mathematischen Denkens und des Mathematik-Unterrichts
- Vermittlung von Förderkompetenzen in den Bereichen Sprache und Schriftsprache
- Vermittlung von Sachverhalten aus Sachfächern unter erschwerten Bedingungen

## Berufsfelder
Berufsmöglichkeiten ergeben sich für Sonderschullehrer oder Förderschullehrer in erster Linie an Förderschulen oder an Schulen mit Integrationsklassen. Diplom-Pädagogen finden in öffentlichen Schulen aus formalrechtlichen Gründen oft keine Anstellung. Sie finden Berufsmöglichkeiten in der Arbeit mit Menschen aller Altersstufen und aller Behinderungen (geistige Behinderung, Lernbehinderung, Störungen in der emotionalen und sozialen Entwicklung, Sprachbehinderung, Körperbehinderung, Hör- oder Sehbehinderung). Diagnose (Ermittlung von Ort und Umfang sonderpädagogischer Maßnahmen) und Beratung der Betroffenen oder deren Angehörigen sind wesentliche sonderpädagogische Aufgaben.
Für das Kindes- und Jugendalter sind Sonderpädagogen im Bereich der Frühförderung, von Diensten zur Familienentlastung, in integrativen und sonderpädagogisch geprägte Kindergärten, in der Sonderschulsozialarbeit, in der Freizeitpädagogik und in Kinderheimen tätig.
Für das Erwachsenenalter liegen die Tätigkeitsfelder im Wohnbereich (Altenheim, betreutes Wohnen), stationäre und ambulante Begleitung, im Arbeitsbereich (Werkstatt für behinderte Menschen, Arbeitsassistenz, Berufsbildungs- und Berufsförderungswerke), in der Erwachsenenbildung (speziell Erwachsenenbildung für Menschen mit kognitiver Behinderung) und in sogenannten Familienprojekten.
Die in der Berufspraxis zu bewältigenden Probleme sind so zahlreich wie die Arbeitsfelder. Neben der Anwendung medizinischer, entwicklungspsychologischer und diagnostischer Kenntnisse müssen Sonderpädagogen in der Lage sein, Beziehungen zu Kindern und deren Familien herzustellen. Sonderpädagogik bewegt sich hier im Grenzbereich zur Therapie und erfordert hohe Ethik, Ausgeglichenheit und Liebenkönnen. Die Arbeit mit den Problemen der Familien und den Verhaltensproblemen der Kinder verlangt ein hohes Maß an Selbstreflexion und Beziehungsfähigkeit (im Sinne einer dialogischen Heilpädagogik, die das medizinische Paradigma in der Sonderpädagogik abgelöst hat). Die Forderungen nach Integration behinderter und nichtbehinderter Kinder sollen langfristig zur Arbeit von Sonderpädagogen in fast allen Regeleinrichtungen führen. Die Förderung von integrativen Prozessen, die nicht naturwüchsig verlaufen, wird dabei eine wichtige Rolle spielen, ebenso die Zusammenarbeit mit den Pädagogen ohne sonderpädagogische Qualifikation.
Im Erwachsenenalter werden sich durch das Normalisierungsprinzip neue institutionelle Erfordernisse ergeben. Selbstbestimmtes Leben und die Integration in die „normale“ Lebenswelt sind Ziele, denen die sonderpädagogische Praxis nachkommen muss. Im Wohn- und Arbeitsbereich gibt es bereits Modellprojekte, die zukunftsweisend sind. Sonderpädagogen werden zu Wohn- und Arbeitsassistenten. Rechtliche Kenntnisse zur Ausschöpfung der bestehenden Unterstützungen und der Realisierung von Projekten sind hier unumgänglich. Der Bereich Erwachsenenbildung nimmt zunehmend größeren Stellenwert ein, da er die notwendigen Voraussetzungen für lebenslanges Lernen und Selbständigkeit von Menschen mit Behinderungen im Erwachsenenalter schafft.

## Kritik
Kritiker bezeichnen die von der Sonderpädagogik geprägte Diagnostik (von „Behinderung“ bzw. Fördernotwendigkeiten) als zu defizitsorientiert. Sie leite sich auch sehr von im Nationalsozialismus geprägten Begriff- und Gebräuchlichkeiten her. Lernbehinderung sei nicht objektiv messbar, die Sonderpädagogik zu selbstreferentiell. Die sonderpädagogisch geprägte Diagnostik sei verzichtbar:

„Es kann also unter dem Vorzeichen von Inklusion nicht darum gehen, die sonderpädagogische Diagnostik ausgeklügelt zu verfeinern, sie durch standardisierte Programme und Verfahren zu vereinheitlichen und durch verbesserte  Kontrollmechanismen weniger „fehleranfällig“ zu machen, um sie damit weiterhin pädagogisch und bildungspolitisch als Spezialdisziplin für Diagnostik zu legitimieren. Sonderpädagogische Diagnostik ist theoretisch und praktisch mit ihrer Verankerung in der Sonderpädagogik und den damit verbundenen aussondernden Strukturen ungeeignet, inklusive Lernprozesse zu unterstützen. Sie ist verzichtbar.“